# Paradicsomdrongó
A paradicsomdrongó (Dicrurus paradiseus) a madarak osztályának verébalakúak (Passeriformes) rendjébe és a drongófélék (Dicruridae) családjába tartozó faj.

## Előfordulása
Ázsia déli és délkeleti részén széles körben elterjedt faj. Indiától és Srí Lankától keletre egészen Kína délkeleti részéig elterjedt. Ázsia délkeleti részén a Hátsó-indiai-félsziget és a Maláj-félsziget országaiban, valamint Indonézia nagyobb szigetei közül Borneón, Szumátrán és Jáván fordul elő. Legkeletebbre Bali szigetén él.
Lombos eső- és bambuszerdőkben honos.

## Megjelenése
Testhossza 32 centiméter, farkával együtt 63 centiméter. Tollazata metál kék-zöld színű. Farka széléből 2 hosszú vékony farktoll áll ki, mely a végén zászlóssá válik.
|  |

## Életmódja
Agresszív és bátor madár, nála nagyobb fajt is megtámad, ha a fészke vagy a fiókái veszélyben vannak. Tápláléka rovarokból áll.

## Szaporodása
Csésze alakú fészkét fára építi, fészekalja 3–4 tojásból áll.

## Fordítás
- Ez a szócikk részben vagy egészben  a   Greater Racket-tailed Drongo című angol Wikipédia-szócikk fordításán alapul.  Az eredeti cikk szerkesztőit annak laptörténete sorolja fel. Ez a jelzés csupán a megfogalmazás eredetét és a szerzői jogokat jelzi, nem szolgál a cikkben szereplő információk forrásmegjelöléseként.

## Külső hivatkozás
- Képek az interneten a fajról
- Ibc.lynxeds.com - videók a fajról